# Hrabstwo Ziebach
Hrabstwo Ziebach (ang. Ziebach County) – hrabstwo w stanie Dakota Południowa w Stanach Zjednoczonych. Obszar całkowity hrabstwa obejmuje powierzchnię 1971,05 mil² (5105 km²). Według szacunków United States Census Bureau w roku 2009 miało 2552 mieszkańców.
Hrabstwo powstało w 1911 roku. Na jego terenie znajduje się miejscowość Dupree (siedziba administracyjna).